# Eugene Foss
Eugene Noble Foss, född 24 september 1858 i Franklin County, Vermont, död 13 september 1939 i Boston, Massachusetts, var en amerikansk politiker. Han var ledamot av USA:s representanthus 1910–1911 och guvernör i delstaten Massachusetts 1911–1914.
Foss studerade vid University of Vermont och flyttade 1882 till Boston. År 1904 deltog han i republikanernas konvent inför presidentvalet.
Kongressledamot William C. Lovering avled 1910 i ämbetet och Foss fyllnadsvaldes till representanthuset som demokraternas kandidat. Han efterträddes 1911 som kongressledamot av Robert O. Harris. Foss efterträdde 1911 Ebenezer Sumner Draper som guvernör och efterträddes 1914 av David I. Walsh. Foss kandiderade 1915 utan framgång i republikanernas primärval inför guvernörsvalet i Massachusetts.
Foss avled 1939 och gravsattes på Forest Hills Cemetery i Boston.